# スジャーター

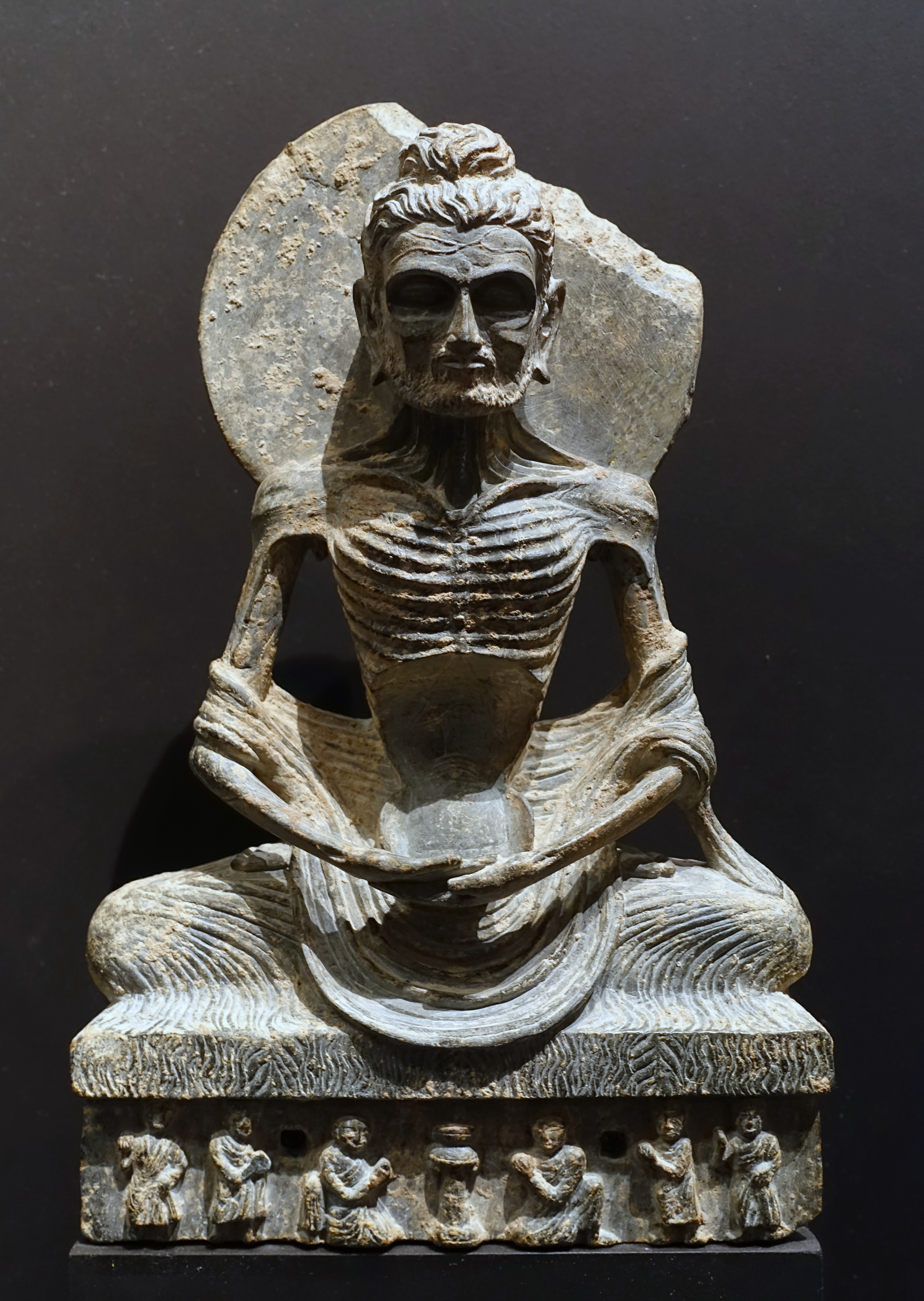
断食する釈迦の像（紀元前2世紀）

スジャーター（サンスクリット及びパーリ語：Sujātā, सुजाता）とは、釈迦が悟る直前に乳がゆを供養し、命を救ったという女性である（乳粥供養）。
釈迦の苦行放棄のきっかけとなった。正しい表記はスジャーターだが、日本語では慣用的に最後の長母音が短く発音されてスジャータと表記される。
ブッダガヤに「スジャータ村」としてその名を残す。

## 概要
釈迦は、6年にわたる生死の境を行き来するような激しい苦行を続けたが、苦行のみでは悟りを得ることができないと理解する。修行を中断し責めやつしすぎた身体を清めるため、やっとの思いで付近のナイランジャナー川（Nairañjanā、尼連禅河）で沐浴をした。
スジャーターは、「もし私が相当な家に嫁ぎ、男子を生むことがあれば、毎年百千金の祭祀（Balikamma）を施しましょう」とニグローダ樹に祈った。その望みの通りになったため、祭祀を行っていた。スジャーターの下女プンナー（Puņņā）は樹下に坐していた釈迦を見て、樹神と思い、スジャーターに知らせた。すると、スジャーターは、喜んでその場に赴いて、釈迦に供養した（乳粥供養）。釈迦は、スジャーターから与えられた乳がゆ（Pāyāsa）を食して、ナイランジャナー川に沐浴した。なお、『スッタニパータ』では、スジャーターは、この乳がゆに、滋養素（Oja）を加えていたと記している。
心身ともに回復した釈迦は、心落ち着かせて、近隣の森の大きな菩提樹下に座し、（東アジアの伝承では旧暦12月8日に）遂に叡智を極め悟りを得て、仏教が成道した。
一般的に、釈迦がスジャーターから乳がゆの供養を得て悟りを得た後に説法して弟子となったのは、五比丘であり、優婆夷（女性在家信者）ができたのもその後と考えられるが、彼女を最初の優婆夷とする仏典もある。

## 登場経典
スジャーターは古代インドの女性名で、“良い生い立ち、素性”を意味する。漢訳では善生（ぜんしょう）、難陀婆羅（なんだばら）など。難陀（Nanda）とは、歓喜。婆羅（balā）とは、力（ちから）で、合わせてナンダバラーとなる。彼女の身辺は経典によって異なる。
1. 南伝仏典『ジャータカ』では、ウルヴェーラー（Uruvelā、音写：優留毘羅）林のセーナーニ（Senāni、訳：将軍）村のセーナーニ居士の娘とする
2. 『修行本起経』下では、斯那道士の二女とする
3. 『衆許摩訶帝経』6では、難那末羅の二女とする
4. 『仏本行集経』25では、善生村の主の娘で、名前を善生とする。
5. 『方広大荘厳経』7では、ウルヴェーラー聚落の主・斯那鉢底の十女の末娘で、名前を善生とする
6. 『普曜経』5では、修舎慢迦村の長者の娘とする
7. 『因果経』3では、牧牛女人で彼女の名を難陀婆羅（なんだばら）という。
8. 『仏所行讃』3では、牧牛長の長女・難陀という。
9. 『ブッダチャリタ』では、彼女の名をナンダバラー（Nandabalā）とする。

## その他
また、大乗の『大般涅槃経』では、釈迦仏が涅槃する直前に最後に供養したチュンダ（純陀）と、釈迦が成道する直前に供養したスジャーターの両者は、ともに価値のある供養を為した人物と定めている。

## ギャラリー

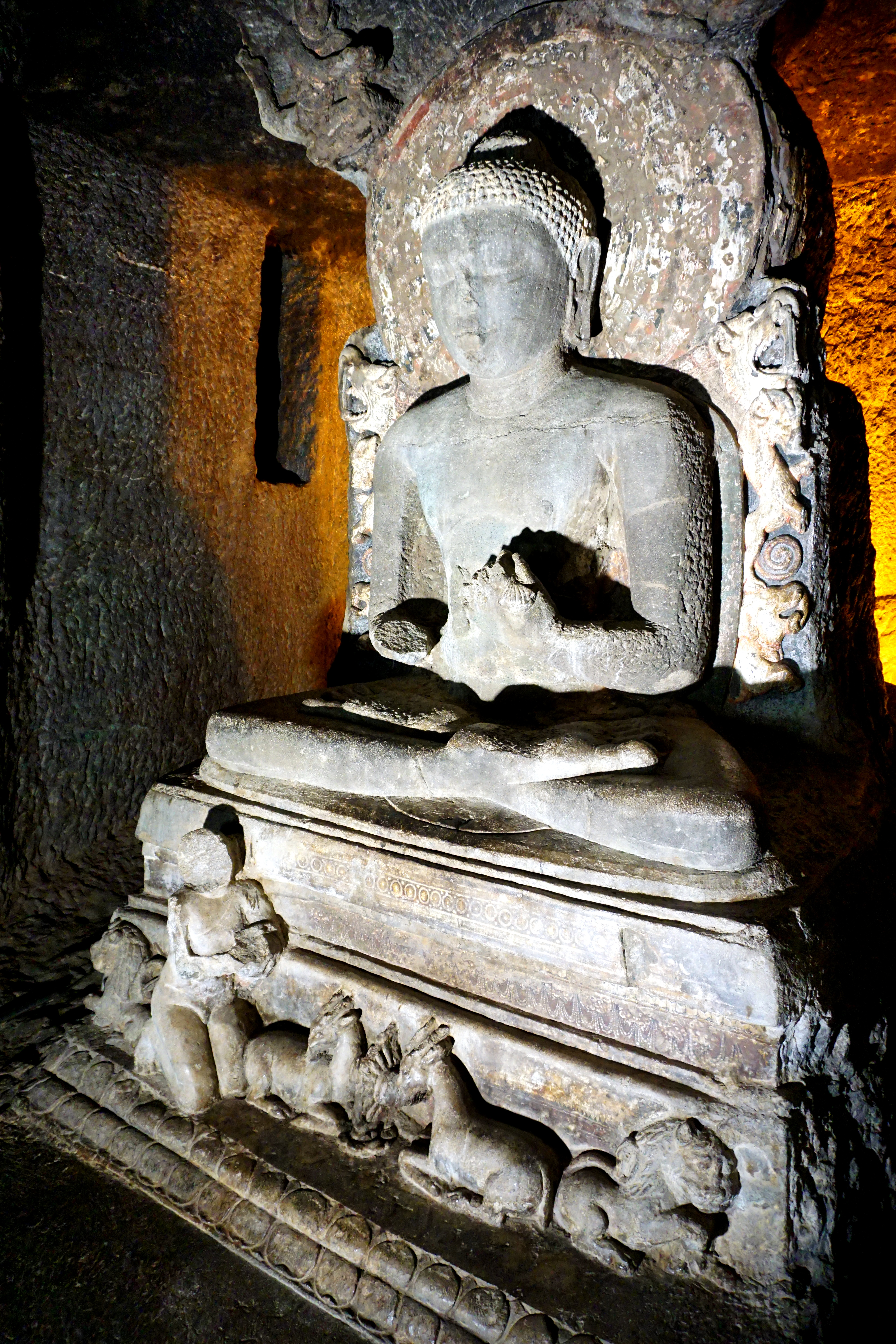
世界遺産アジャンター石窟群 (Cave 11).
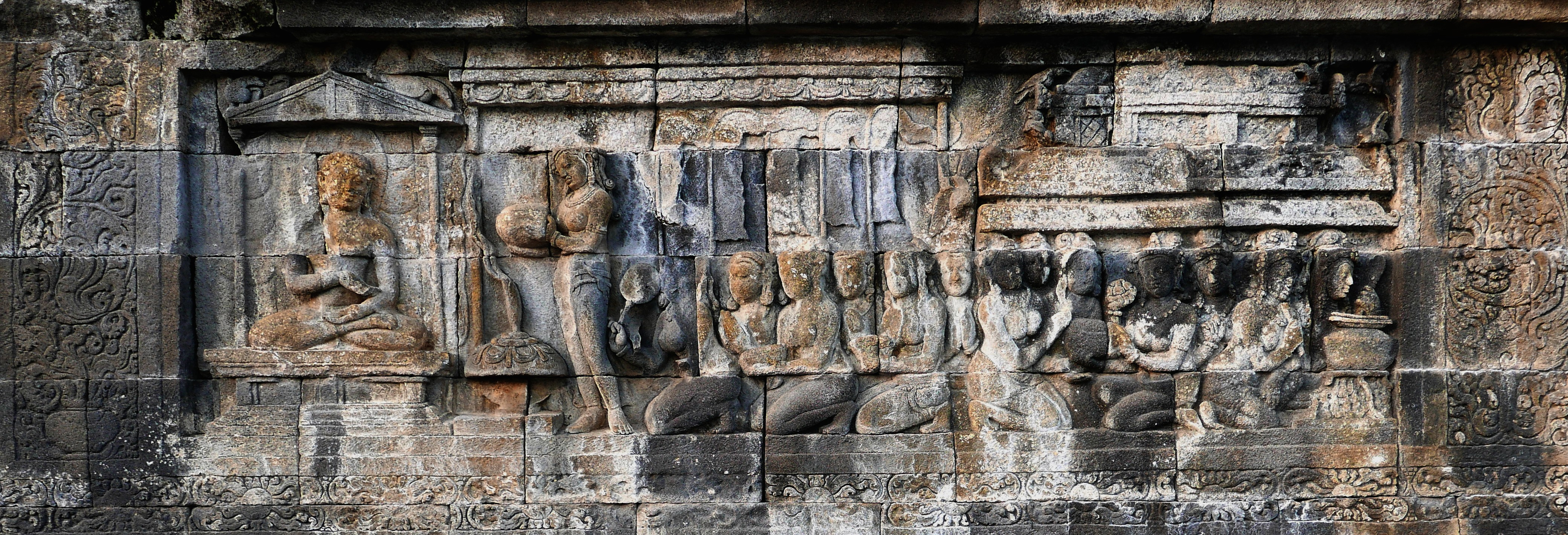
ボロブドゥール遺跡
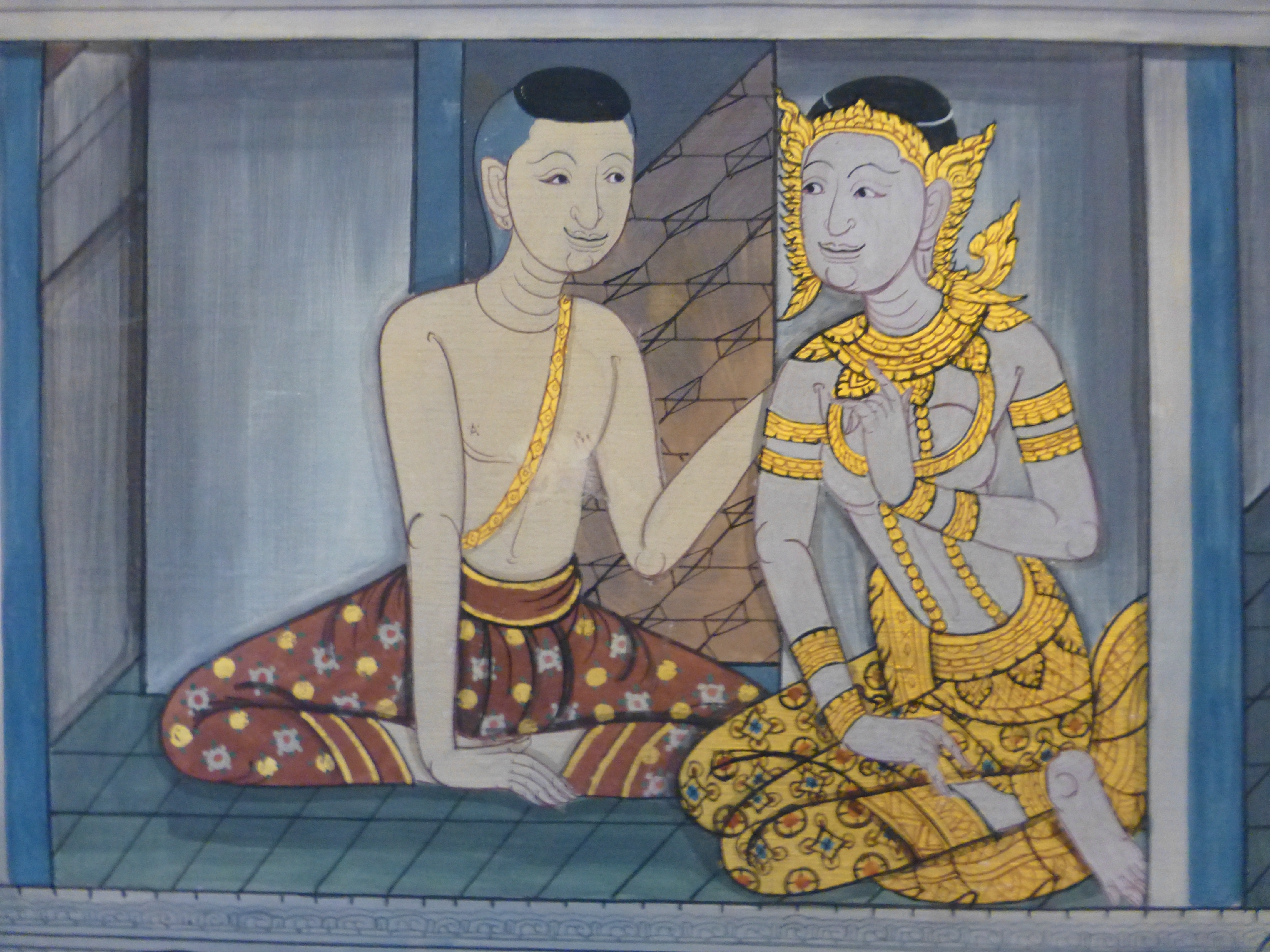
タイ王国
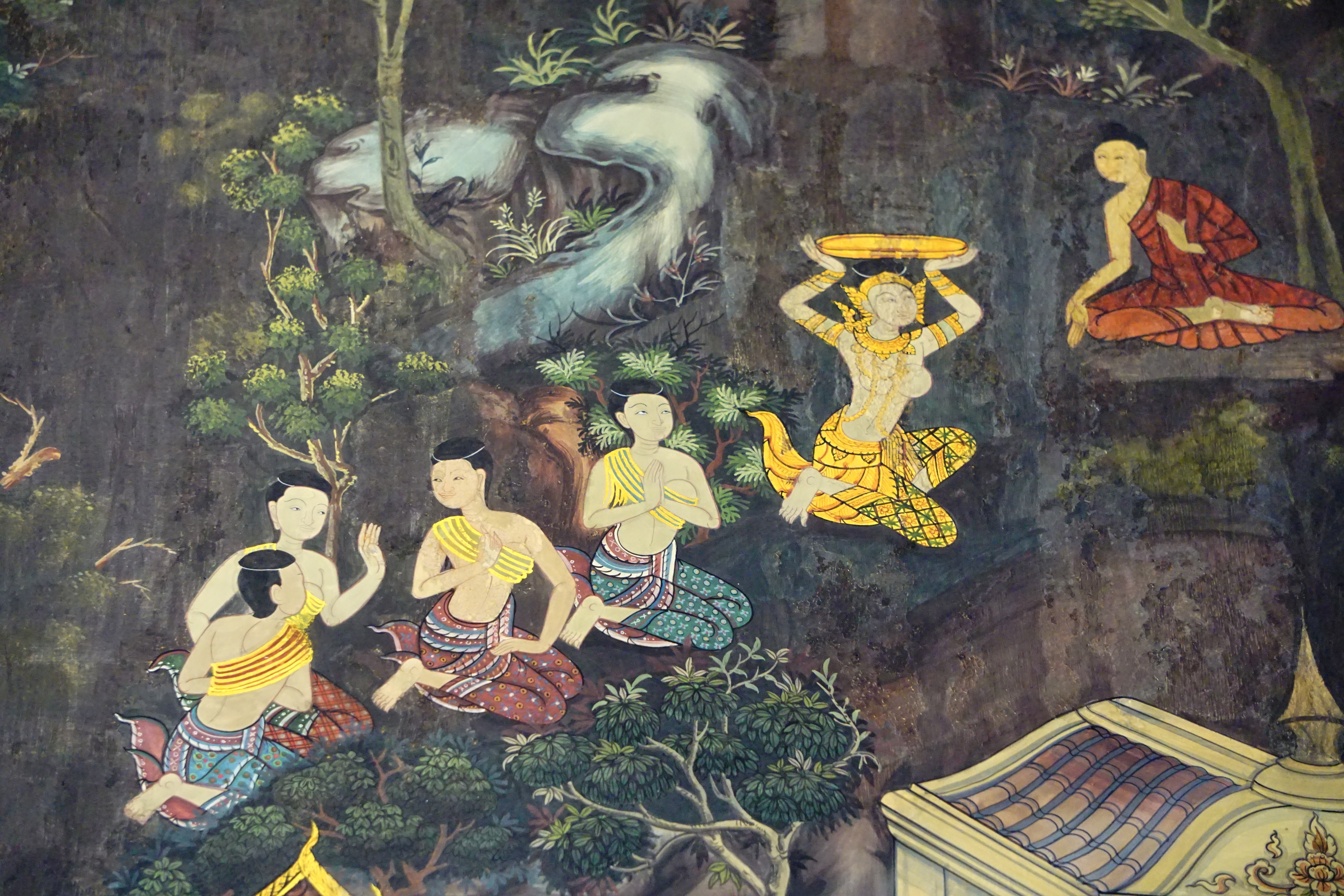
ワット・プラチェートゥポンウィモンマンカラーラーム
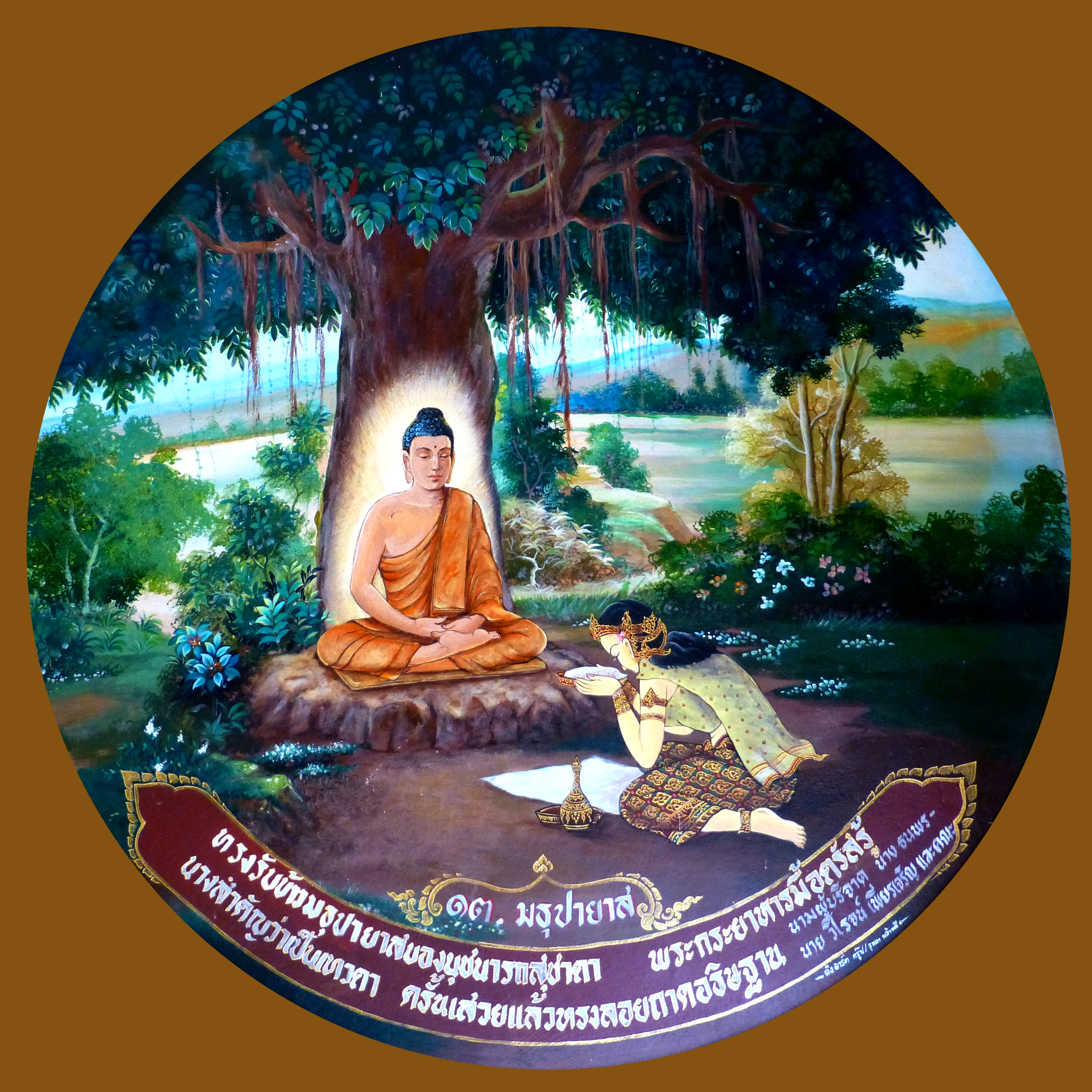
タイ王国
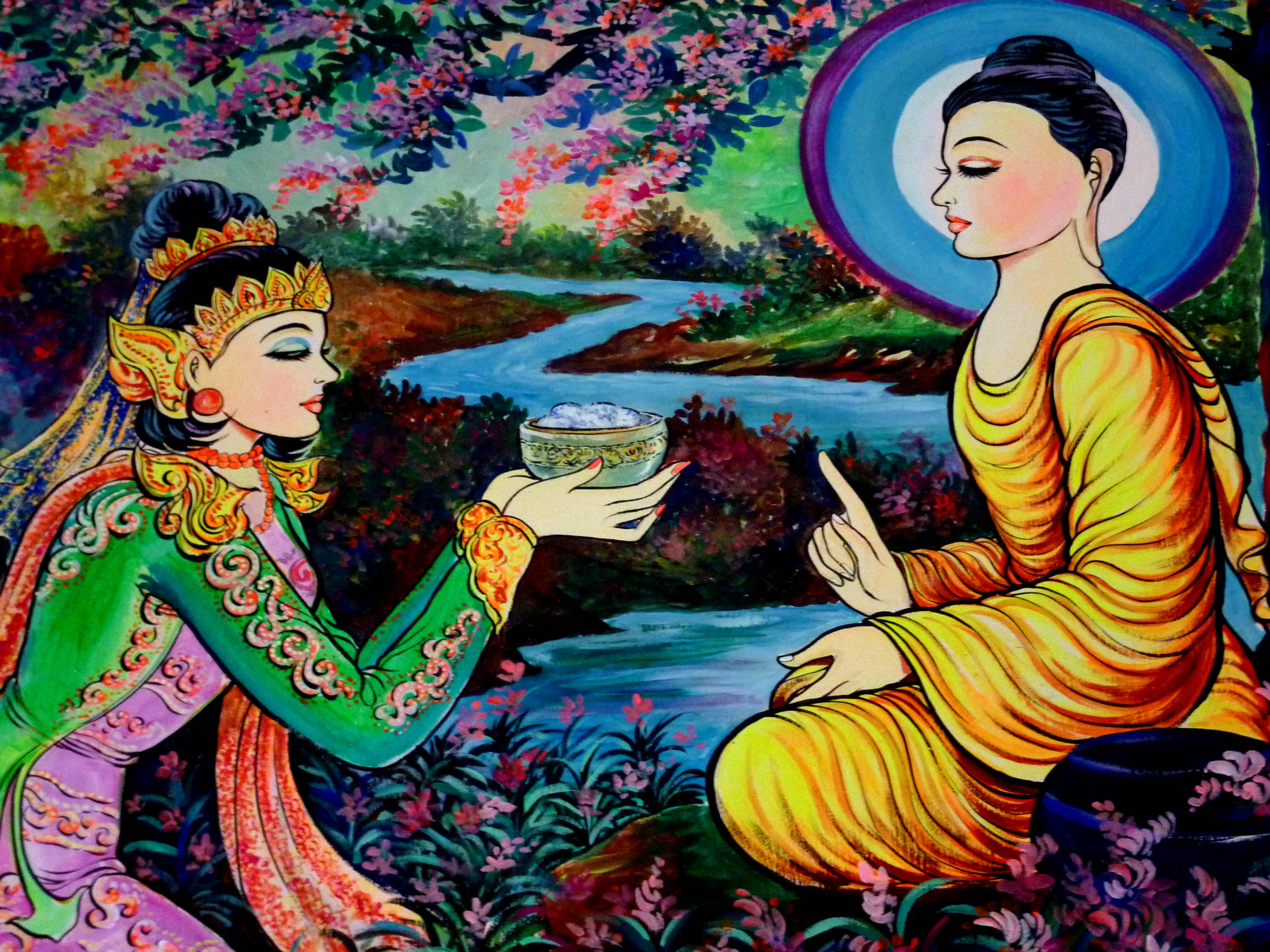
マレーシア
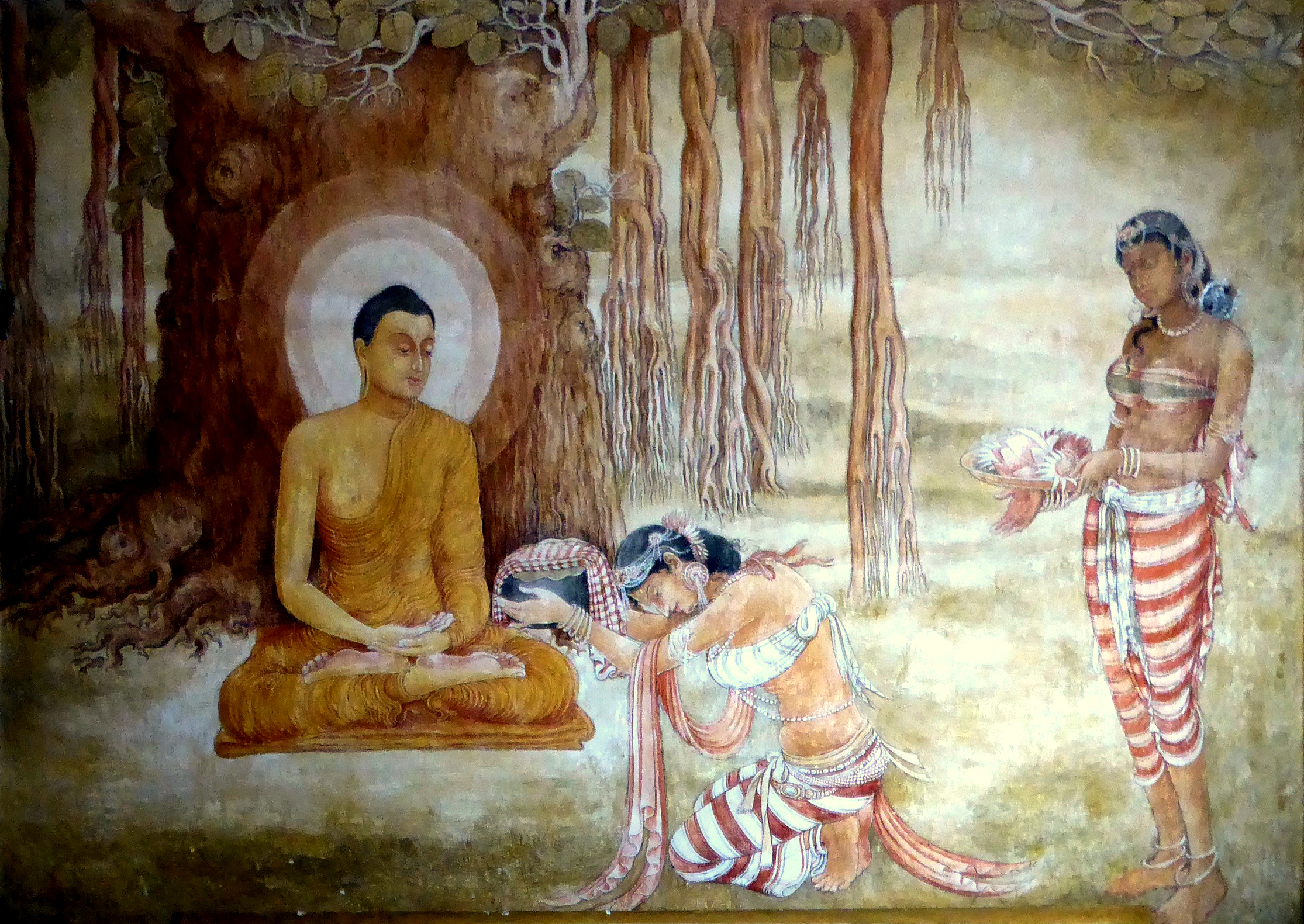
スリランカ、ケラニア.
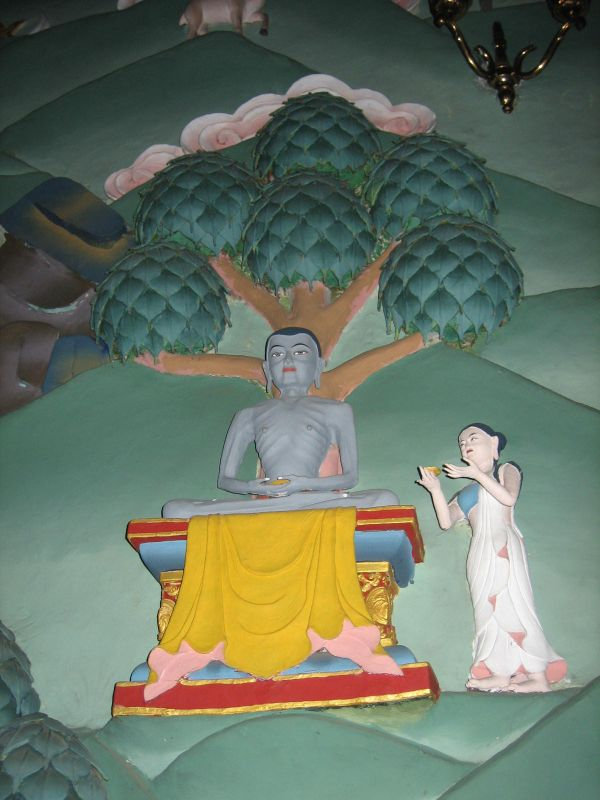
ブータン